# Los amantes (Abbasi)
Los amantes es una pintura de principios del siglo XVII realizada por el artista iraní Reza Abbasi, en una combinación de tinta, acuarela y dorado sobre papel. La obra representa una pareja de amantes que se abraza. El cuadro forma parte de la colección del Museo Metropolitano de Arte.

## Descripción
La obra representa una pareja de enamorados que se abraza, sentados en el suelo de un jardín. Los cuerpos de los dos amantes están colocados de manera que evocan preliminares apasionados, mientras que sus caras permanecen impasibles - un tema común en el arte safávida contemporáneo. Las prendas de los amantes son ricas y de tonos oscuros en contraste con el fondo marrón con detalles dorados. La calidad de la ropa implica que el hombre es acaudalado y que la mujer es probablemente una prostituta (una profesión que era legal en el Irán safávida por entonces). El ombligo parcialmente expuesto de la mujer, sus pies descubiertos (aunque continúa calzada y vestida y sus cabellos cubiertos) refuerzan todavía más la naturaleza sensual de la pintura y la manera en que su pecho queda atrapado por el brazo de la figura masculina. Las nubes, las flores y los árboles, dibujados con trazos dorados, enmarcan a la pareja mientras que una botella de vino y un plato con frutas medio vacíos a sus pies, implica que la cópula ya ha tenido lugar.
Realizado en 1630 en un momento en que Abbasi ya era conocido como un pintor audaz e innovador de dibujos y miniaturas de álbumes, pues en una ruptura con el canon artístico tradicional islámico, el Irán safávida favorecía las ilustraciones figurativas. Aunque el artista ya había pintado figuras femeninas desnudas, la introducción de una figura masculina en Los amantes corresponde al paso de una simple evocación de pensamientos eróticos a una representación activa del acto.
Aunque su controvertido estilo supuso una amenaza para su carrera, Abbasi se convirtió en uno de los pintores favoritos de Abbas I, lo que le permitió continuar con su obra.
La obra fue donada al Museo Metropolitano de Arte en 1950 por Francis M. Weld. Es una de las piezas más famosas de la colección de arte árabe, turco, iraní, centroasiático y sudasiático del museo (anteriormente conocida como colección de arte islámico).

## Análisis
Según Delfin Öğütoğullari, los rostros de los amantes están representados en el estilo característico de la pintura persa de la época: jóvenes de "ojos almendrados, boca en forma de corazón, cejas arqueadas y mechones de cabello rizado delante de las orejas". Este tipo estaba ligado a las representaciones poéticas de la belleza ideal.
Delfin Öğütoğullari enfatiza la indeterminación de género de los dos personajes: “sus rasgos faciales son sorprendentemente similares", escribe; sus ropas cubren sus formas. Debido a su parecido, la escena podría ser tanto "homoerótica como heterosexual".

## Adaptaciones modernas
La pintora iraní Farah Ossouli retoma esta célebre obra de Reza Abbasi transformándola en dos de sus obras pictóricas: Seven Thousand Years Old y Reza, Ahmad and I, creados entre 2010 y 2014. En ambos casos, las figuras de los amantes de Reza Abbasi se sitúan en un contexto de violencia y guerra que las amenaza. En Reza, Ahmad and I Farah Ossouli se inspira por un lado en Reza Abbasi, y por otro en el poeta iraní Ahmad Shamlú.